# Zachorzów-Kolonia
Zachorzów-Kolonia – wieś w Polsce położona w województwie łódzkim, w powiecie opoczyńskim, w gminie Sławno.
W latach 1975–1998 miejscowość administracyjnie należała do województwa piotrkowskiego.
Wierni Kościoła rzymskokatolickiego należą do parafii św. Michała Archanioła w Zachorzowie.
W zachorzowie kolonii od 10 października 2003 roku funkcjonuje ochotnicza straż pożarna, a tuż obok niej jest dom ludowy